# Südermühle (Meldorf)
Die Südermühle, ein Galerieholländer, ist eine von zwei Windmühlen in Meldorf im schleswig-holsteinischen Landkreis Dithmarschen. Sie steht an der Süderstraße 64.

## Geschichte
Bereits vor 1819 gab es im Süden von Meldorf eine Bockmühle, die allerdings vor 1892 bei einem Brand zerstört wurde. In einer Karte von Daniel Friese von 1550/60 ist sie zusammen mit der Nordermühle eingezeichnet.
Die Südermühle entstand 1892 an herausgehobener Stelle in Meldorf und ist seither stadtbildprägend. Bereits 1941 starb der letzte Müller, Müller Friederich. Seine Erben waren 1956 zur Stilllegung und zum Verkauf gezwungen. Die Maschinen der Mühle wurden verkauft und Teile des Mühlenberges abgetragen. Anschließend dienten die Räumlichkeiten einer Armaturenfabrik als Lager. Im Jahr 1969 wurde zur Verschönerung des Erscheinungsbildes das Flügelkreuz wiederhergestellt.
Im Jahr 1984 erwarb das Ehepaar Penner das verfallende Anwesen und ließ es restaurieren und umbauen. Seit 1989 befindet sich im ehemaligen Speicher ein Restaurant mit Weinstube. Die Mühle selbst wird von den Besitzern als Wohnung genutzt.